# Березина (Ровненская область)
Березина́ (укр. Березина) — село в Варашской городской общине Варашского района Ровненской области Украины.
Население по переписи 2001 года составляло 197 человек. Почтовый индекс — 34350. Телефонный код — 3634. Код КОАТУУ — 5620881202.

## История
В 1946 г. Указом Президиума ВС УССР село Волька-Галузийская переименовано в Березину.